# Indijanski rezervati, Brazil
Indijanski rezervati u Brazilu.
. Pleme:. Populacija:. Općina:.  Država: 
. Pleme:. Populacija: (2005). Općina:.  Država: 
Mato Grosso
- Alegria. Pleme: Arara. Populacija: ?. Općina: Colniza, Novo Aripuã.  Država: MT/AM
- Apiaká/Kayabi. Pleme: Apiaká, Kayabi, Munduruku. Populacija: 274. Općina: Juara.  Država: MT
- Apiaká–Pontal (São Tomé). Pleme: Apiaká. Populacija: ?. Općina: Tabaporã, Juara. Država: MT
- Arara do Rio Branco. Pleme: Arara. Populacija: 150. Općina: Aripuanã.  Država: MT
- Areões. Pleme: Xavante. Populacija: 832. Općina: Água Boa.  Država: MT
- Areões I. Pleme: (Xavante). Populacija: ?. Općina: Água Boa.  Država: MT
- Areões II. Pleme: Xavante. Populacija: ?. Općina: Água Boa e Cocalinho.  Država: MT
- Aripuanã. Pleme: Cinta Larga. Populacija: 149. Općina: Aripuanã e Juína.  Država: MT

Mato Grosso do Sul
- Tereré. Pleme: Tereno. Populacija: 400. Općina: Sidrolândia.  Država: MS
- Toro Piré. Pleme: Cainguá (Guarani–Kaiowá). Populacija: 250. Općina: Dourados.  država: MS
- Tujukua. Pleme: Cainguá. Populacija: 155. Općina: Dourados.  Država: MS
- Urukuty. Pleme: Cainguá. Populacija: ?. Općina: Laguna Carapa.  Država: MS
- Valiente Kue. Pleme: Guarani. Populacija: 100. Općina: Paranhos.  Država: MS
- Ypoi e Triunfo. Pleme: Guarani. Populacija: 120. Općina: Paranhos.  Država:MS
- Ypytã. Pleme: Cainguá. Populacija: 200. Općina: Tacuru.  Država: MS
- Yvyhukue. Pleme: Cainguá. Populacija: 100. Općina: Tacuru.  Država: MS
- Yvype. Pleme: Cainguá. Populacija: 25. Općina: Caarapó.  Država: MS